# NGC 781
NGC 781 is een spiraalvormig sterrenstelsel in het sterrenbeeld Ram. Het hemelobject werd op 16 oktober 1784 ontdekt door de Duits-Britse astronoom William Herschel.

## Synoniemen
- PGC 7577
- UGC 1482
- MCG 2-6-10
- ZWG 438.11
- KARA 81